# Liste der Monuments historiques in Steenvoorde
Die Liste der Monuments historiques in Steenvoorde führt die Monuments historiques in der französischen Gemeinde Steenvoorde auf.

## Liste der Bauwerke
| Bezeichnung              | Beschreibung       | Standort                                  | Kennzeichnung | Schutzstatus | Datum | Bild           |
| ------------------------ | ------------------ | ----------------------------------------- | ------------- | ------------ | ----- | -------------- |
| Bauwerk Au Coq Estaminet | Erbaut 1664        | Rue de l’Église Place Saint-Pierre (Lage) | PA00107828    | Classé       | 1943  |                |
| Motte                    | Mittelalter        | Hofhelot (Lage)                           | PA00107829    | Inscrit      | 1979  |                |
| Moulin du Nord           | Mühle, erbaut 1576 | Route de Wormhout (Lage)                  | PA00107830    | Inscrit      | 1977  | weitere Bilder |
| Moulin du Sud            | Mühle, erbaut 1776 | (Lage)                                    | PA00107831    | Inscrit      | 1977  |                |

## Liste der Objekte
- Monuments historiques (Objekte) in Steenvoorde in der Base Palissy des französischen Kultusministeriums